# When We Were the New Boys
When We Were the New Boys è il diciottesimo album di Rod Stewart, pubblicato nel 1998 dalla Warner Bros.

## Tracce
1. Cigarettes & Alcohol (Noel Gallagher) – 4:03
2. Ooh La La (Ron Wood, Ronnie Lane) – 4:15
3. Rocks (Bobby Gillespie, Andrew Innes, Robert Young) – 4:45
4. Superstar (Joseph McAlinden) – 4:21
5. Secret Heart (Ron Sexsmith) – 4:07
6. Hotel Chambermaid (Graham Parker) – 3:49
7. Shelly My Love (Nick Lowe) – 3:38
8. When We Were the New Boys (Rod Stewart, Kevin Savigar) – 4:39
9. Weak (Martin Kent, Robbie France, Richard Lewis) – 4:38
10. What Do You Want Me to Do? (Mike Scott) – 3:36

Bonus track per il Giappone
1. Careless with Our Love (Stewart)

## Musicisti
- Rod Stewart – voce
- Oliver Leiber – chitarra
- John Shanks – chitarra, mandolino, armonica a bocca, slide guitar
- Michael Landau – chitarra
- Jeff Baxter – chitarra, pedal steel guitar
- Jeff Paris – piano
- Lance Morrison – basso
- Dave Palmer – batteria
- Kevin Savigar – tastiere, organo, fisarmonica
- Paulinho Da Costa – percussioni, maracas
- Rick Braun – tromba
- Nick Lane – trombone
- Jimmy Roberts – sassofono
- Sharon Corr – fiddle
- Richard Greene – fiddle
- Caroline Corr – bodhrán
- Suzy Katayama – violoncello
- Daniel Smith – violoncello
- Kevin Savigar – arrangiamento fiati
- Oliver Leiber – arrangiamento fiati